# Parauapebas
Parauapebas ist eine Stadt im brasilianischen Bundesstaat Pará. Sie hatte im Jahr 2010 etwa 154.000 Einwohner.
Auf Gemeindegebiet befindet sich die größte Eisenerzmine der Welt, die Carajás-Mine.

## Verkehr
Der Flughafen Carajás liegt 17 km von der Gemeinde entfernt.